# Dynamite Steps
Dynamite Steps — пятый студийный альбом американской рок-группы The Twilight Singers, выпущен лейблом Sub Pop Records в 2011 году.

## Создание
Работа над альбомом велась Twilight Singers в Лос-Анджелесе, Новом Орлеане и Джошуа-Три. «Иногда песни будут удивлять вас — звуча как места, в которых они были созданы», поделился с читателями шотландского журнала The Skinny лидер коллектива Грег Дулли. Музыкант дал пластинке название Dynamite Steps, в продолжение концепции диска Powder Burns. «Я придумал название почти пятнадцать лет назад. Оно сидело в ящике, ожидая момента, когда будет готово к использованию. Я никогда не забывал о нём» — рассказал Дулли в 2011-м.
Лидер коллектива тщательно следил за тем, чтобы каждая новая песня отличалась от предыдущих; ему претят исполнители, выпускающие альбомы по форме «один сингл и девять дополнительных треков». «Я делаю музыку, которая понравилась бы мне самому, о других людях я думаю позже» — пояснил он в интервью американской газете The News & Observer. Альбом не обошёлся без приглашённых музыкантов: Петры Хейден, Ани Дифранко, старого друга и соратника Дулли Марка Ланегана. «Мы собрались попробовать сделать запись без Ланегана. И в итоге я не смог этого сделать. Он просто идеален» — заметил Грег.

## Критика
«Запись Twilight Singers — это кинематография городских окраин: тёмные очки, мигающие неоновые вывески, бессчётные сигареты и столько распущенности и порока за одну ночь, сколько большинство людей не переживает за всю жизнь» — удачно описал Dynamite Steps рецензент сайта Consequence of Sound Мэтт Мелис. «У кого-то должно быть злое чувство юмора — выпустить нечто, сделанное Грегом Дулли, в День святого Валентина» — иронично дополнил обозреватель газеты San Antonio Express-News Майкл Кнап.
По словам критика электронного журнала Pitchfork Стивена М. Дьюснера, «вернув к жизни свои любимые психодраматические темы и нуар-роковые ноты, Грег Дулли создал лучший альбом со времён Blackberry Belle». Его песни «мрачно гипнотичны, как залитая дождём полночная автодорога», написал репортёр журнала New Musical Express Джейми Фуллертон. Он «затмил свой соул-гранжевый ансамбль 90-х — Afghan Whigs», добавил журналист Rolling Stone Уилл Гермес. Dynamite Steps — «редкая вещь, она может найти благосклонность как у поклонников Grinderman, так и у грамотных дэт-металлистов» — заключил корреспондент газеты The New Zealand Herald Грэм Рид.

## Список композиций
| №   | Название                   | Длительность |
| --- | -------------------------- | ------------ |
| 1.  | «Last Night in Town»       | 4:44         |
| 2.  | «Be Invited»               | 3:15         |
| 3.  | «Waves»                    | 4:02         |
| 4.  | «Get Lucky»                | 4:12         |
| 5.  | «On the Corner»            | 4:26         |
| 6.  | «Gunshots»                 | 3:43         |
| 7.  | «She Was Stolen»           | 3:15         |
| 8.  | «Blackbird and the Fox»    | 2:53         |
| 9.  | «Never Seen No Devil»      | 3:02         |
| 10. | «The Beginning of the End» | 3:15         |
| 11. | «Dynamite Steps»           | 6:45         |